# Настенка Тодорова
Настенка Цветкова Тодорова е българска тъкачка, герой на социалистическия труд на България.

## Биография
Родена е на 21 май 1949 г. във врачанското село Бутан. Завършва средно образование в село Хайредин и започва работа в лозарска бригада. От 1965 г. е член на Комсомола. Ръководител на културно-масовата работа в ученическия комитет. През 1969 г. започва работа като пренамотвачка в цех „Багрилен“ на Химическия комбинат във Видин. Председател на профкомитета в цеха си. От 4 април 1981 до 5 април 1986 г. е кандидат-член на ЦК на БКП. Носител е на званието „Герой на социалистическия труд“. Общински съветник в община Ново село от БСП.